# 生化奇兵：合集
《生化奇兵：合集》是生化奇兵遊戲系列的重製合集。合集由Blind Squirrel Games開發，2K Games發行。合集包含遊戲的升級版至高解析度和幀速率，支持Microsoft Windows、PlayStation 4和Xbox One，不包括從Windows移植到平台的《無限之城》在內。該合集於2016年9月發售。首兩款在Windows上的遊戲的目前擁有者免費獲得這兩款遊戲的重製版本。2020年5月推出Nintendo Switch版。

## 內容和變化
該合集包括生化奇兵遊戲系列中的前兩款遊戲的新重製版本——《生化奇兵》、《生化奇兵2》，還有可下載內容（DLC）的單人故事，包括《生化奇兵2：女神的巢穴》和《生化奇兵：無限之城 - 海葬》，以及移植到遊戲機平台的PC版《生化奇兵：無限之城》。《生化奇兵2》的多人遊戲模式不包含在合集中。合集包括棄置概念博物館（Museum of Orphaned Concepts），深入幕後一窺那些遭到拋棄、未能出現在遊戲裡的概念。合集添加了一個名為「想像《生化奇兵》」的總監論述，其中內容有該系列的創意總監肯·萊文和首席美術家Shawn Robertson；玩家要透過發現已經加到《生化奇兵》的新可收集物品來解開該評論的集數。所有平台上的重製遊戲都以每秒60幀的速度在全1080p解析度下運行。Xbox One和PlayStation 4零售版本分開在兩張光碟上。

## 備註
1. ↑  《生化奇兵》由2K Boston和2K Australia開發、《生化奇兵2》由2K Marin開發，而《生化奇兵：無限之城》由Irrational Games開發。

## 外部連結
- 官方网站